# Kardinaalswinde
De kardinaalswinde (Ipomoea quamoclit) is een plant uit de windefamilie (Convolvulaceae). Het is een klimplant met dunne, kruidachtige, windende, klimmende of kruipende, tot 3 m lange loten. De bladeren zijn afwisselend geplaatst, enkelvoudig, in omtrek eirond tot ovaal, 1,5-10 cm lang en 1-6 cm breed en diep ingesneden, bestaand uit 17 tot 41 smalle slippen.
De bloemen zijn felrood met een nauwe kroonbuis en een zeshoekige tot stervormige zoom. De bloemen staan solitair of met enkele bijeen in de bladoksels. De kelkbladen zijn 4-7 mm lang en toegespitst. De kroonbuis is 2-3,5 cm lang met een afstaande, 1,5-2 cm brede zoom. De stijl en meeldraden steken uit de bloem.. De bloemen worden bestoven door dagvlinders.
De kardinaalwinde is afkomstig uit tropisch Amerika. De soort wordt veel als sierplant gekweekt en is onder andere in de Verenigde Staten ingeburgerd. De plant kan in België en Nederland als eenjarige plant worden gekweekt.
... · 
I. alba (Maanbloem) · 
I. aquatica (Waterspinazie) · 
I. batatas (Zoete aardappel) · 
I. cairica (Kairowinde) · 
I. indica · 
I. lobata (Spaanse vlag) · 
I. pes-caprae (Geitenhoefwinde) · 
I. quamoclit (Kardinaalswinde) · 
...